# Mabea fistulifera
Mabea fistulifera é uma árvore nativa do Brasil. 
Seus nomes populares incluem mamoninha do mato, canudinho, canudeiro, canudo-vermelha, canudo de pito, piteiro, leiteiro, leiteira preta, seringai.
Atinge 4 a 12 metros de altura, produzindo látex branco. Suas folhas têm cerca de 12 cm. Floresce na época chuvosa, em fevereiro, dando flores melíferas. Os frutos são pequenos com 2 cm, se abrindo com estalo alto, atirando longe as pequenas sementes de 0,5 cm. A dispersão das sementes é zoocórica.
Possui duas subespécies: M. fistulifera subsp. fistulifera ocorre na região Sudeste do Brasil, e M. fistulifera subsp. robusta Emmerich na região Norte e Centro-Oeste, se diferenciando pelo tamanho das folhas.
Sua madeira pode ser usada para caixaria. A semente possui um óleo essencial utilizado para produção de biodiesel. O pedúnculo floral tem propriedades medicinais, sendo anti-inflamatória e antioxidante.
Seu pólen e néctar servem de alimento para insetos, morcegos, gambás, aves e ácaros, auxiliando sua sobrevivência na época da seca. O plantio de Mabea fistulifera pode contribuir com o equilíbrio de agroflorestas, alimentando predadores que controlam pragas, ou mesmo produzindo alimento para programas de manejo integrado de pragas.